# علاج معرفي
العلاج المعرفي هو نوع من العلاج النفسي طوره الطبيب النفسي الأمريكي آرون ت. بيك. العلاج المعرفي هو واحد من الأساليب العلاجية ضمن مجموعة أكبر من العلاجات المعرفية السلوكية، والذي شرحه بيك لأول مرة في ستينيات القرن العشرين. يستند العلاج المعرفي إلى النموذج المعرفي، والذي ينص على أن الأفكار والمشاعر والسلوك كلها مرتبطة، وأنه يمكن للأفراد التحرك نحو التغلب على الصعوبات وتحقيق أهدافهم بتحديد وتغيير الأفكار غير المساعدة أوغير الدقيقة، والسلوك الإشكالي، والاستجابات العاطفية المؤلمة. يتضمن هذا تعاون الفرد مع المعالج لتنمية مهارات لاختبار وتعديل المعتقدات، وتحديد التفكير المشوه، والاتصال مع الآخرين بطرق مختلفة، وتغيير السلوكيات. توضع صياغة تصورية مفصلة للحالة المعرفية بواسطة المعالج المعرفي كخريطة لفهم الحقيقة الداخلية للفرد، واختيار التدخلات المناسبة، وتحديد مناطق الكرب.

## نبذة تاريخية
بعد وصوله لخيبة أمل من المقاربات الديناميكية الطويلة الأمد القائمة على اكتساب نظرة ثاقبة للعواطف والدوافع اللاواعية، توصل بيك إلى استنتاج مفاده أن الطريقة التي ينظر بها مرضاه إلى معنى وتفسيره وتنسيبهم إليه في حياتهم اليومية -وهي عملية تعرف علميًا باسم الإدراك المعرفي- هي المفتاح للعلاج. كان ألبرت إليس يعمل على أفكار مشابهة منذ خمسينيات القرن العشرين. في البداية كان يسمي أسلوبه بالعلاج العقلاني، ثم العلاج عن طريق إثارة الانفعالات المنطقية، ومؤخرًا العلاج السلوكي عن طريق إثارة الانفعالات المنطقية.
وضع بيك الخطوط العريضة لأسلوبه في الاكتئاب: الأسباب والعلاج عام 1967. ثم وسع من تركيزه في وقت لاحق ليشمل اضطرابات القلق، في العلاج المعرفي والاضطرابات العاطفية في عام 1976، والاضطرابات والمشاكل الأخرى. قدم أيضًا تركيزًا على «المخطط» المضمر؛ الطرق الأساسية المُضمَرة التي يعالج بها الأشخاص المعلومات؛ عن الذات أو العالم أو المستقبل.
تعارض الأسلوب المعرفي الجديد مع المدرسة السلوكية الصاعدة في ذلك الوقت، والتي أنكرت أن الحديث عن الأسباب العقلية علمي أو ذو معنى، بدلًا من مجرد تقييم المنبه والاستجابات السلوكية. بالرغم من ذلك، شهدت السبعينيات من القرن العشرين «ثورة معرفية» عامة في علم النفس. أصبحت تقنيات تعديل السلوك مع تقنيات العلاج المعرفي مرتبطة ببعضها البعض، ما أدى ظهور العلاج السلوكي المعرفي. وبالرغم من أن العلاج المعرفي شمل دومًا بعض المكونات السلوكية، يسعى مؤيدو أسلوب بيك الخاص إلى الحفاظ على سلامته وتثبيته كشكل متميز ومحدد بعناية من العلاج السلوكي المعرفي، وفيه يكون الإدراك المعرفي الآلية الأساسية في التغيير.
تم التعرف على طلائع لجوانب أساسية معينة من العلاج المعرفي في تقاليد فلسفية قديمة مختلفة، وخاصة الرواقية. على سبيل المثال، ينص دليل بيك الأصلي لعلاج الاكتئاب على ما يلي: «يمكن إرجاع الأصول الفلسفية للعلاج المعرفي إلى الفلاسفة الرواقيين».
وبنمو شعبية العلاج المعرفي، أُنشئت أكاديمية العلاج المعرفي، وهي منظمة غير ربحية، لاعتماد المعالجين المعرفيين، وإنشاء منتدى للأعضاء لتبادل الأبحاث والتدخلات الناشئة، ولتثقيف العملاء في ما يتعلق بالعلاج المعرفي وقضايا الصحة العقلية المتعلقة به.

## القواعد
قد يتكون العلاج من تقييم للافتراضات التي يصنعها الفرد والبحث عن معلومات جديدة قد تساعد في تحويل الافتراضات بطريقة تقود إلى استجابات عاطفية وسلوكية مختلفة. قد يبدأ التغيير باستهداف الأفكار (لتغيير الإحساس والسلوك)، أو السلوك (لتغيير المشاعر والأفكار)، أو أهداف الفرد (لتحديد الأفكار والمشاعر والسلوكيات التي تتعارض مع الأهداف). ركز بيك في البداية على الاكتئاب وطور قائمة بـ«الأخطاء» (التشوه الإدراكي المعرفي) في التفكير التي اقترح أنها قد تُبقي الاكتئاب، متضمنة الاستدلال التعسفي، والتجريد الانتقائي، والإفراط في التعميم، وتضخيم (السلبيات) وتقليل (الإيجابيات).
مثال للكيفية التي يمكن أن يعمل العلاج المعرفي بها: بعد اقتراف المرء خطأ في العمل، قد يفكر «أنا عديم النفع ولا يمكنني فعل أي شئ بشكل صحيح في العمل». قد يركز بعد ذلك على الخطأ (الذي يتخذه كدليل على أن معتقده صحيح)، وقد تقوده أفكاره حول كونه «عديم النفع» إلى مشاعر سلبية (إحباط، حزن، يأس). انطلاقًا من هذه الأفكار والمشاعر، قد يبدأ في تجنب التحديات في العمل، وهو تصرف قد يقدم دليلًا أكبر على أن معتقده صحيح. كنتيجة لذلك، فإن أي استجابة تكيفية أو عواقب بناءة أخرى تصبح غير مرجحة، وقد يركز أكثر على أي أخطاء قد يرتكبها، والتي تعمل على تعزيز الاعتقاد الأصلي أنه «عديم النفع». في العلاج، يمكن تعريف هذا المثال بأنه نبوءة تحقق ذاتي أو «دورة المشكلة»، وسوف توجّه جهود المعالج والمريض للعمل معًا لاستكشاف هذه الدورة وتحويلها.
غالبًا ما يمارس الأشخاص الذين يعملون مع اختصاصي العلاج الإدراكي المعرفي استخدام طرق أكثر مرونة للتفكير والاستجابة، متعلمين كيف يسألوا أنفسهم عما إذا كانت أفكارهم صحيحة تمامًا، وعما إذا كانت هذه الأفكار تساعدهم على تحقيق أهدافهم. قد تنتقل الأفكار التي لا تفي بهذا الوصف بعد ذلك إلى شيء أكثر دقة أو فائدة، ما يؤدي إلى مزيد من العاطفة الإيجابية والسلوك المرغوب به والتقدم نحو أهداف الشخص. يتخذ العلاج المعرفي نهجًا لبناء المهارات، إذ يساعد المعالج الشخص على تعلم وممارسة هذه المهارات بشكل مستقل، وفي النهاية «يصبح معالجه الخاص».

### النموذج المعرفي
بُني النموذج المعرفي في الأصل بعد الدراسات البحثية التي أجراها آرون بيك لشرح العمليات النفسية في الاكتئاب. وهو يقسم المعتقدات العقلية إلى ثلاثة مستويات:
- الفكر التلقائي
- المعتقد الوسيط
- المعتقد الأساسي أو المعتقد المركزي

في عام 2014، اقتُرح تحديث للنموذج المعرفي، سُمي النموذج المعرفي الشامل، النموذج المعرفي الشامل هو تحديث لنموذج بيك الذي يقترح أن الاضطرابات النفسية يمكن تمييزها حسب طبيعة المعتقدات المختلة الخاصة بكل منها. يتضمن النموذج المعرفي الشامل إطارًا مفاهيميًا ونهجًا سريريًا لفهم العمليات المعرفية الشائعة للاضطرابات العقلية مع تحديد السمات الفريدة للاضطرابات المحددة.
تماشيًا مع النظرية المعرفية لعلم الأمراض النفسية، صُمم العلاج المعرفي ليكون منظمًا وتوجيهيًا ونشطًا ومحدود الوقت مع الغرض المعلن المتمثل بتحديد الإدراك المعرفي المشوه والمعتقدات المختلة الكامنة خلفه واختبار واقعيتها وتصحيحها.

### إعادة الهيكلة المعرفية (طرق)
تتضمن إعادة الهيكلة المعرفية أربع خطوات:
1. تحديد الإدراكات المعرفية الإشكالية المعروفة بـ«الأفكار التلقائية التي تكون مختلة أو تمد بنظرة سلبية عن الذات أو العالم أو المستقبل مستندة إلى معتقدات حول الذات أو العالم أو المستقبل»[13]
2. تحديد التشوهات المعرفية في الأفكار التلقائية
3. التقييم العقلاني للأفكار التلقائية باستخدام الأسلوب السقراطي
4. تطوير دحض عقلاني للأفكار التلقائية

هناك ستة أنواع من الأفكار التلقائية:
1. أفكار ذاتية التقييم
2. أفكار حول تقييمات الآخرين
3. أفكار تقييمية عن الشخص الذي يتفاعلون معه
4. أفكار عن استراتيجيات المواجهة والخطط السلوكية
5. أفكار عن التجنب
6. أي أفكار أخرى غير متضمنة في التصنيف

تتضمن التقنيات الرئيسية الأخرى:
1. مراقبة النشاط وجدولة النشاط
2. التجارب السلوكية
3. تصيد الأفكار وفحصها وتغييرها[14]
4. التجارب التعاونية: يصبح فيها المعالج والمريض محققين يفحصان الأدلة التي تدعم أو تنبذ الإدراكات المعرفية للمريض. يستخدم الدليل التجريبي في تحديد ما إذا ما كانت إدراكات معرفية معينة تخدم أي أهداف نافعة.
5. تقنية السهم الهابط
6. التعرض والوقاية من الاستجابة.
7. تحليل التكاليف والفوائد[15]

- التقمص

الاكتشاف الموجَّه: يوضح المعالج المشكلات السلوكية والتفكير الخاطئ من خلال تصميم تجارب جديدة تؤدي إلى اكتساب مهارات ورؤى جديدة. باستخدام كل من الأساليب المعرفية والسلوكية، يكتشف المريض طرقًا أكثر تكيفًا للتفكير والتأقلم مع الضغوطات البيئية بتصحيح عملية الإدراك المعرفي.